# Glossina longipennis
Glossina longipennis är en tvåvingeart som beskrevs av Corti 1895. Glossina longipennis ingår i släktet tsetseflugor, och familjen Glossinidae. Inga underarter finns listade i Catalogue of Life.